# Alexander Krampe
Alexander Krampe (* 22. März 1967 in Graz) ist ein deutsch-österreichischer Arrangeur und Komponist.

## Werdegang
Alexander Krampe begann seine musikalische Ausbildung bei den Regensburger Domspatzen. Nach dem Klavierstudium bei Radu Toescu und Michael Endres folgte ab 1990 zunächst die Tätigkeit als Jazzsänger. Er arbeitete hier unter anderem mit Horst Jankowski, Peter Herbolzheimer, Larry Porter und Peter Tuscher zusammen. 1991 wird er Mitglied im Bundesjazzorchester. Im Anschluss studiert er Philosophie an der Hochschule für Philosophie München S.J.
1997 gab Alexander Krampe mit dem Arrangement der  „L’Italiana in Algeri“ von Gioachino Rossini für Bläserquintett und Celesta sein Debüt als Arrangeur. Seitdem war er für weitere Arrangements innerhalb des klassischen sowie afroamerikanischen Musikbereichs verantwortlich. Seine Arrangements für solistisch besetztes Instrumentalensemble haben sich längst zu einem Markenzeichen der Kammeroper München entwickelt. Im Jahr 2014 hat Alexander Krampe für eine Neuproduktion der Salzburger Festspiele „La Cenerentola für Kinder“ die Musik von Gioachino Rossini bearbeitet und arrangiert.

## Werk
Sein kompositorisches Werk umfasst Lieder sowie Kammer- und Orchestermusik; die Uraufführung seiner Oper „Der Fatzke“ wurde im Jahr 2005 am Kärntner Landeskonservatorium uraufgeführt.